# Hunsihadgil, Gulbarga
Hunsihadgil là một làng thuộc tehsil Gulbarga, huyện Gulbarga, bang Karnataka, Ấn Độ.